# 新しい朝鮮
新しい朝鮮（あたらしいちょうせん、セジョソン、朝鮮語: 새조선）は、海外に拠点があるとされる朝鮮民主主義人民共和国に対する反体制組織（レジスタンス運動）。
日本語の媒体などにおいて、新朝鮮ともされる。
同様のレジスタンス組織に「自由朝鮮」が存在するが、新しい朝鮮とは別の組織である。

## 概要
詳しいことはわかっていない。2024年5月18日、この団体は自身のものとされるYouTubeチャンネルに『平壌から送られた映像』と題した、平壌市にあるとされる金日成の記念碑に墨をまく動画を公開した。

## 反応
大韓民国国家情報院はこの団体について、『認知しているが、正確な主体や規模は把握していない』としている。